# Benoît Quersin
Benoît Quersin (* 24. Juli 1927 in Brüssel; † 1993) war ein belgischer Jazz-Bassist und Musikethnologe.
Quersin wurde bekannt durch seine Zusammenarbeit mit den während der 1950er Jahre in Paris arbeitenden Künstlern wie Chet Baker, Emmett Berry, Jay Cameron, Blossom Dearie, Lionel Hampton, Jonah Jones, Zoot Sims, Clark Terry oder Lucky Thompson. Daneben spielte er mit Jack Diéval, Stéphane Grappelli, Bobby Jaspar, Jacques Pelzer, Henri Renaud, Fats Sadi, Martial Solal, René Urtreger und Jean-Louis Viale. 1962 nahm er mit Chet Baker und Bobby Jaspar in Italien auf; 1963 spielte er bei René Thomas. Aus späteren Jahren liegen keine Aufnahmen mit ihm vor. Er war dann kurz als Manager des 'Jazzclubs Blue Note in Brüssel tätig und wirkte an einigen Jazz-Radioshows des belgischen Radiosenders RTBF mit.
Seine letzten Jahrzehnte verbrachte er in Afrika, in Kamerun, Zaïre und Zentralafrika, wo er sich als Musikethnologe betätigte und einer der Beiträger zu Musikgeschichte in Bildern: Zentralafrika (1986) war. Auch dokumentierte er west- und zentralafrikanische Musik und produzierte entsprechende Schallplatten wie Musiques De L'ancien Royaume Kuba. 1993 drehte er den Kurzfilm Blanche-Neige en Afrique. In Kinshasa war er auch Mentor für junge Musiker des Afropop wie Vincent Kenis.

## Musikethnologische Veröffentlichungen
- Ekonda 2 volumes, 1. Bobongo de Bongila; 2. Sortie de la Walé, Fonti Musicali, Institut des Musées Nationaux du Zaïre, 1994, 2 CD + 2 livrets
- Muziek van de Bafia, Kameroen, Koninklijk Museum voor Midden-Afrika, Tervuren, Belgische Radio en Televisie, 1972